# Kubnja
La Kubnja (in russo Кубня, in ciuvascio Кĕтне, in tataro Гөбенә, Göbenä) è un fiume della Russia europea centrale, tributario di sinistra della Svijaga (bacino idrografico del Volga). Scorre nei rajon Ibresinskij, Komsomol'skij, Jal'čikskij e Jantikovskij della Ciuvascia e nei rajon Kajbicskij e Zelenodol'skij del Tatarstan.
Inizia nel distretto Ibresinskij, l'altezza della sorgente è di 200 m e scorre lungo la periferia settentrionale delle alture del Volga. Il bacino del fiume è una pianura ondulata. Sfocia nella Svijaga a 20 km dalla foce. Ha una lunghezza di 176 km, il suo bacino è di 2 480 km².